# Hrómundartindur
El Hrómundartindur es un estratovolcán situado en el suroeste de Islandia en el municipio de Grímsnes og Grafningur. El volcán está situado entre el lago Þingvallavatn y el pueblo de Hveragerði. Alcanza una altura de 561 m.

## El sistema volcánico Hrómundartindur

### Conexión con el Hengill
Se ha incluido durante mucho tiempo en el sistema Hengill, pero ahora se ha establecido que obviamente tiene su propia cámara de magma. Por lo tanto, es un volcán central con su propio sistema volcánico.

### Historia de su erupción
El Hengill y el Hrómundartindur se formaron durante las fases frías bajo los glaciares de la Edad de Hielo. Ambos entraron en erupción en el Holoceno.
El Hrómundartindur produjo lavas básicas (lava acojinada) y roca andesítica.
El cono de ceniza Tjarnarhnjúkur, que pertenece al mismo sistema, entró en erupción por última vez hace unos 9.000 años. Produjo algunos campos de lavas basálticas que bloquearon el drenaje de un pequeño lago glacial, un predecesor del actual lago Þingvallavatn.

### Zonas de alta temperatura
Las zonas de alta temperatura se encuentran en su base y en parte en sus laderas, así como en la montaña vecina Tjarnarhnúkur. La zona termal central se llama Ölkelduháls y se encuentra al pie de la meseta de Hellisheiði. Pero los manantiales del valle de Klambragil también forman parte de este sistema.
En el sureste, el sistema volcánico Grensdalur limita con el del Hrómundartindur. 
El área alrededor de Hrómundartindur con los sistemas volcánicos adyacentes Hengill y Grensdalur está sujeta a cambios constantes, ya que se encuentra directamente en la zona de ruptura de la cordillera del Atlántico Medio. Esto se ha visto claramente en los últimos años en los abultamientos del sistema, que se hicieron particularmente evidentes después de 1994 y en 2000, y en los fuertes terremotos del verano de 2008, una serie de terremotos que continuaron en abril de 2009 con una fuerza muy reducida.

## Senderismo en la zona
Hay numerosas rutas de senderismo señalizadas que suben y rodean estas montañas hasta llegar a lugares como los pequeños lagos de Kattartjörn.